# Embadium stagnense
Embadium stagnense är en strävbladig växtart som beskrevs av J. Black. Embadium stagnense ingår i släktet Embadium och familjen strävbladiga växter. Inga underarter finns listade i Catalogue of Life.